# 诺里斯·格雷厄姆
诺里斯·格雷厄姆（英語：Norris Graham，1906年1月25日—1980年7月9日），美国男子赛艇运动员。他曾代表美国参加1932年夏季奥林匹克运动会赛艇比赛，获得男子八人单桨有舵手金牌。